# سنغدرميان عليا (مقاطعة غيلانغرب)
سنغدرميان عليا (بالفارسية: سنگ‌درمیان علیا) هي قرية تقع في قسم ديره الريفي في إيران. يقدر عدد سكانها بـ 128 نسمة .